# Holobazydium

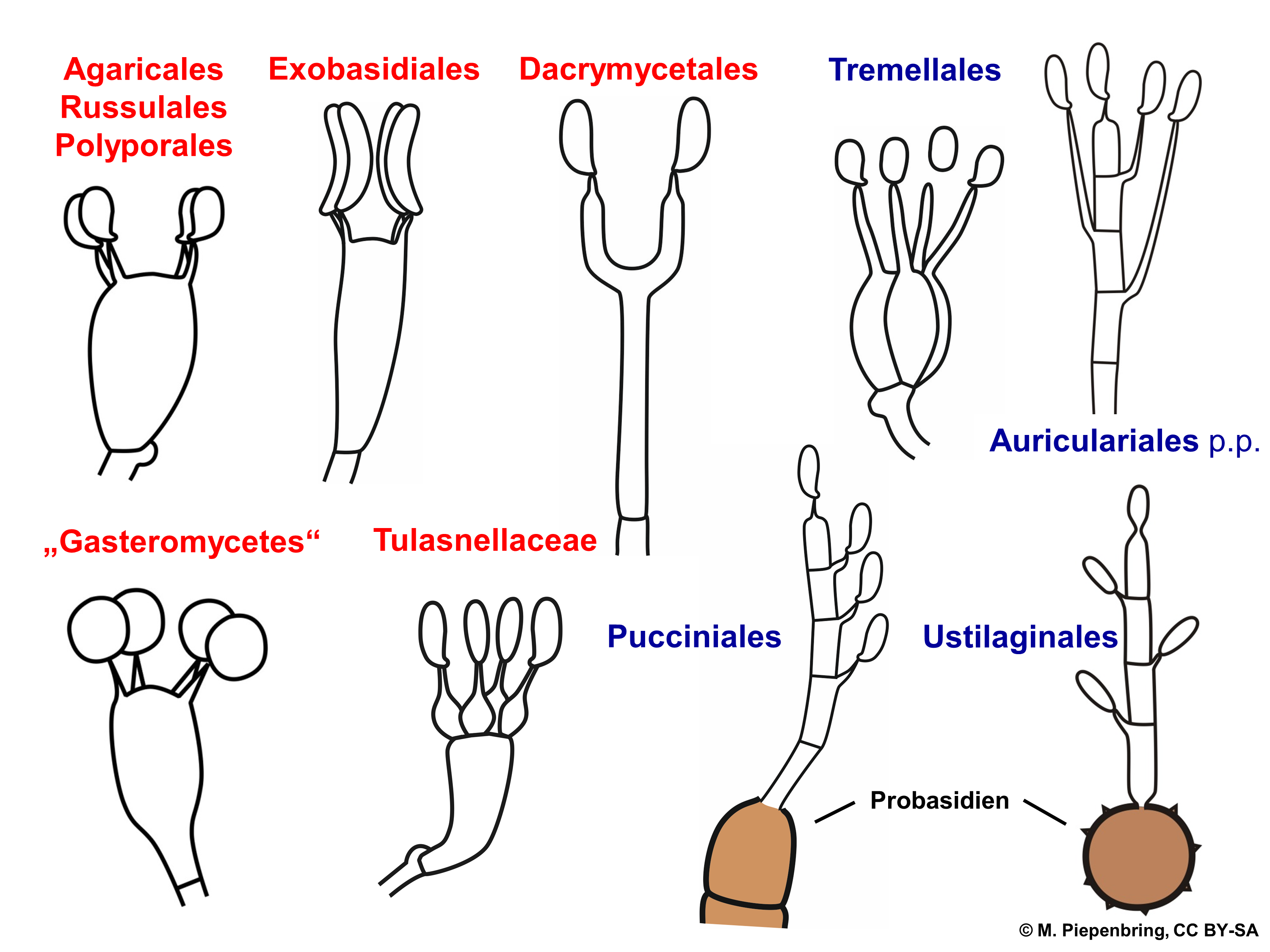
Czerwony – holobazydia, niebieski – fragmobazydia

Holobazydium (łac. holobasidium, l. mn. holobasidia, także homobasidium, homobasidia) – jednokomórkowe podstawki u grzybów. Przeważnie mają mniej lub bardziej maczugowaty kształt, a ich sterygmy są dość małe w stosunku do podstawki. Ten typ podstawek występuje u większości gatunków grzybów podstawkowych (Basidiomycota). Ich przeciwieństwem są wielokomórkowe fragmobazydia.
W 1900 r. Narcisse Théophile Patouillard biorąc pod uwagę budowę podstawek podzielił grzyby na dwie duże grupy: Homobasidiomycetes o jednokomórkowych podstawkach i Heterobasidiomycetes o wielokomórkowych podstawkach. Badania filogenetyczne wykazały jednak, że grzyby w tych grupach nie były z sobą spokrewnione i podział ten jako sztuczny nie jest uznawany. Grzyby mające podstawki typu holobazydia zaliczano później do podklasy Holobasidiomycetidae Gäum. 1949 (pieczarniaki pojedynczopodstawkowe). Ten takson również nie jest uznawany we współczesnych klasyfikacjach grzybów. Używana jest nazwa holobazydia jako rodzaj podstawek.